# Chromalizus afer
Chromalizus afer es una especie de escarabajo longicornio del género Chromalizus, tribu Callichromatini, subfamilia Cerambycinae. Fue descrita científicamente por Linné en 1771.

## Descripción
Mide 16-25 milímetros de longitud.

## Distribución
Se distribuye por Angola, Benín, Camerún, Costa de Marfil, Gabón, Ghana, Guinea, Guinea española, Liberia, Mozambique, Nigeria, República Centroafricana, República Democrática del Congo, República del Congo, Senegal, Sierra Leona, Sudán y Togo.